# Man en Paard (radioprogramma)
Man en Paard was een schaakprogramma op de Nederlandse radio, dat van 1978 tot 1992 wekelijks werd uitgezonden. De uitzendingen duurden een half uur en werden gepresenteerd door Hans Böhm (meestal met assistentie van Vivian Boelen) met op de achtergrond  Jos Timmer. Behandeld werden schaakactualiteiten, er was een wekelijkse (schaak-)probleemrubriek waarbij de luisteraars hun oplossing konden opsturen. Ook waren er regelmatig partijen tussen een schaakgrootheid en de luisteraars waarbij er per aflevering 1 zet (door beide partijen) uitgevoerd werd. Vaste (telefonische) gast in het programma was Jan Timman, die in die periode zijn topjaren kende. 
Een spin-off van het programma waren de KRO-matches waarin Timman het jaarlijks in december tegen een buitenlandse topspeler opnam. 